# Finișel, Cluj
Finișel (în trecut Feneșel; în maghiară Kisfenes) este un sat în comuna Săvădisla din județul Cluj, Transilvania, România.
Pe Harta Iosefină a Transilvaniei din 1769-1773 (Sectio 094), localitatea apare sub numele de „K. (Klein) Fenes”.

## Istoric
În Evul Mediu sat românesc, aparținând domeniului funciar al cetății din Liteni.

## Atestare documentară
Menționat pentru prima oară în documente în anul 1440 cu denumirea Pwzthafenes.

## Demografie
Potrivit unui recensământ din 2003, Finișelul are o populație de 898 de locuitori, dintre care 780 sunt români, 47 - romi și unul maghiar. Din punct de vedere confesional, sunt 675 creștin-ortodocși, un romano-catolic, iar 153 au altă apartenență confesională.

## Lăcașuri de cult
- Biserica românească din lemn „Sf. Arhangheli Mihail și Gavril“, din anul 1758.
- Biserica de zid „Adormirea Maicii Domnului”
- Biserica Penticostală

## Obiective memoriale
- Mormintele comune ale Eroilor Români din cel De-al Doilea Război Mondial, realizate în anul 1944, au fost amplasate în incinta cimitirului ortodox și ocupă o suprafață de 20 mp. Aici sunt înhumați 35 de eroi necunoscuți. Alte gropi comune ale Eroilor Români din același război, realizate tot în anul 1944, sunt amplasate la intrarea în localitate, pe partea stângă, și ocupă o suprafață de 25 mp. Aici sunt înhumați 30 de eroi necunoscuți.

## Imagini

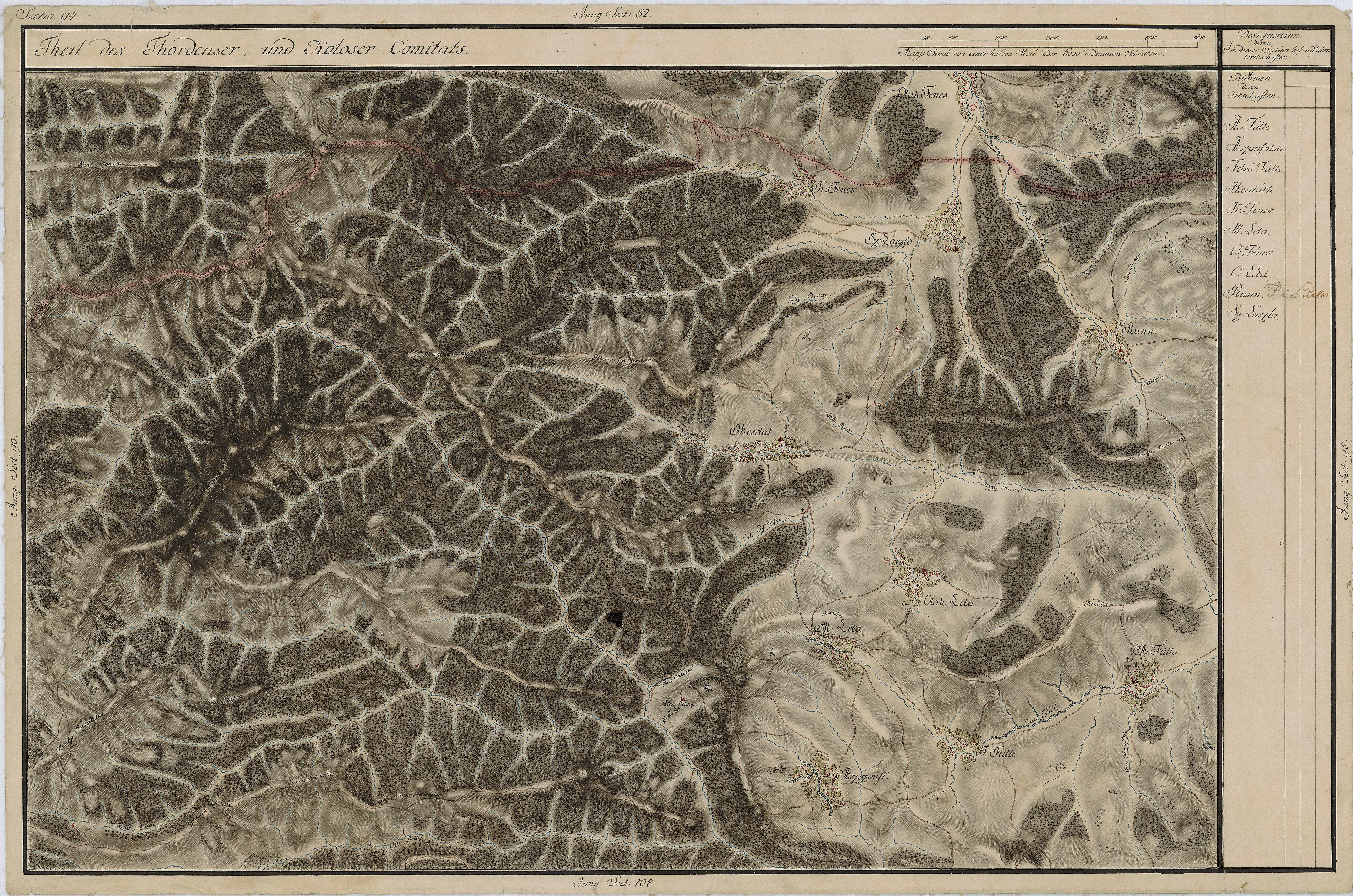
Finişel pe Harta Iosefină a Transilvaniei, 1769-1773 (Sectio 094)
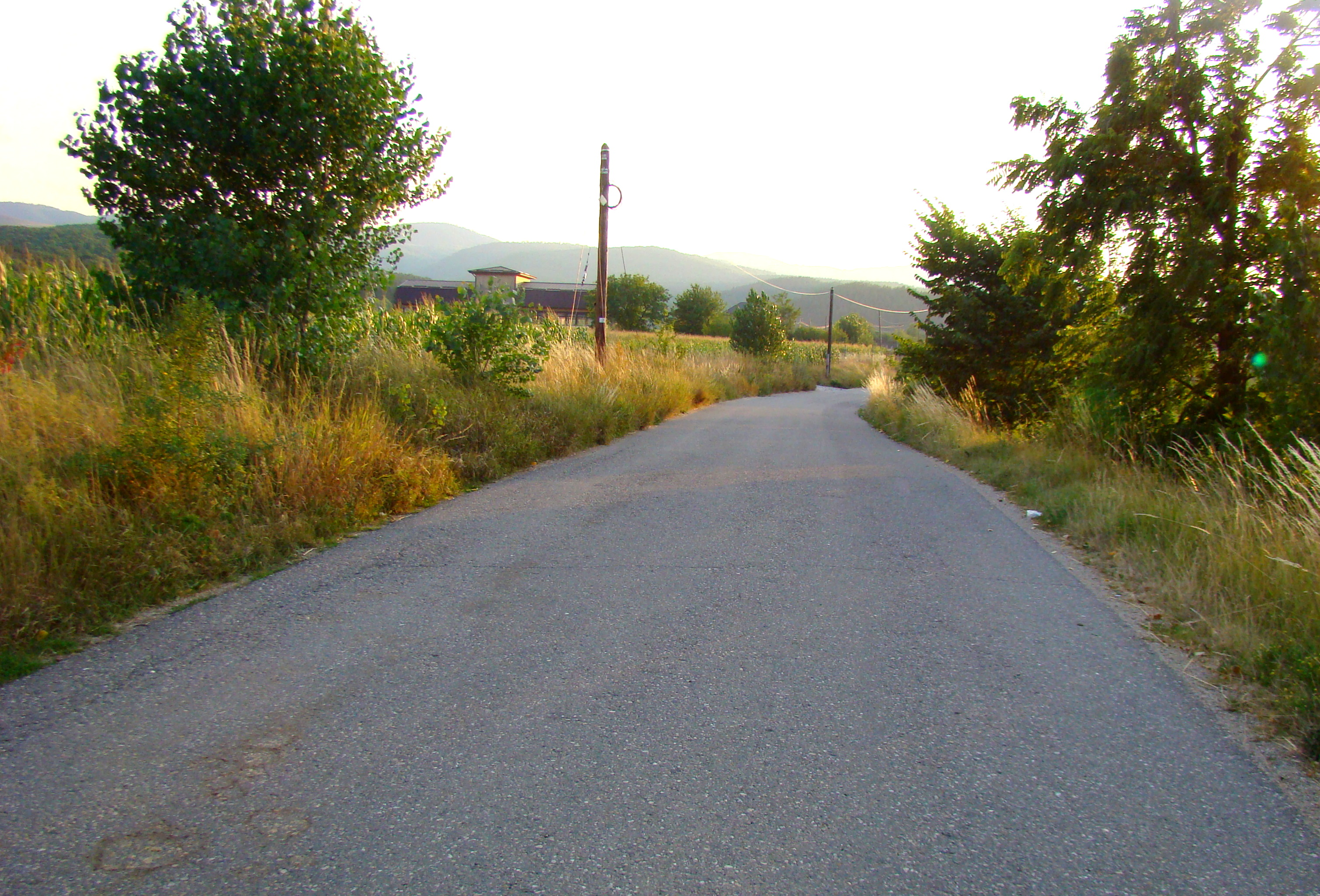
Drumul Săvădisla-Finișel
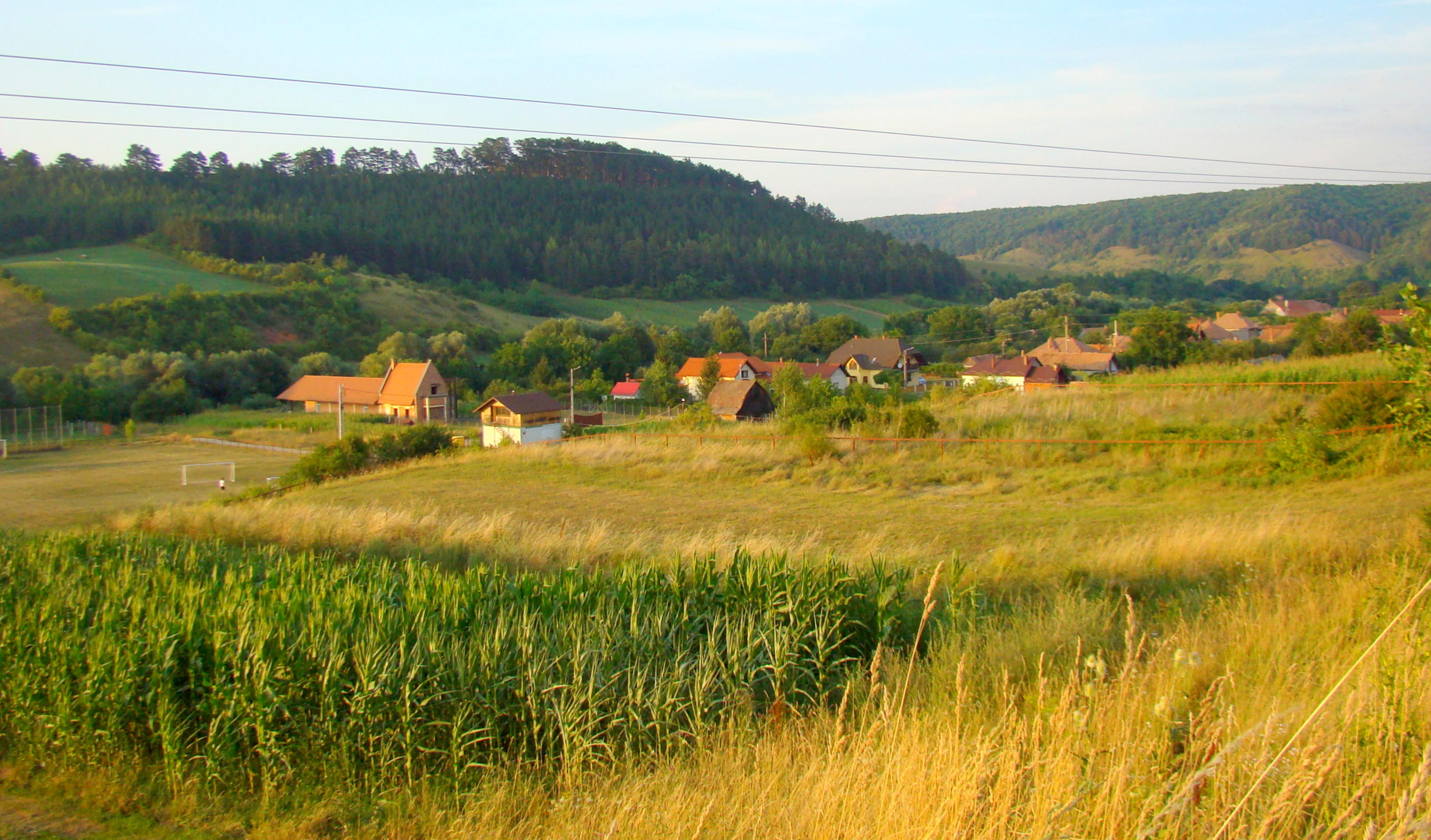
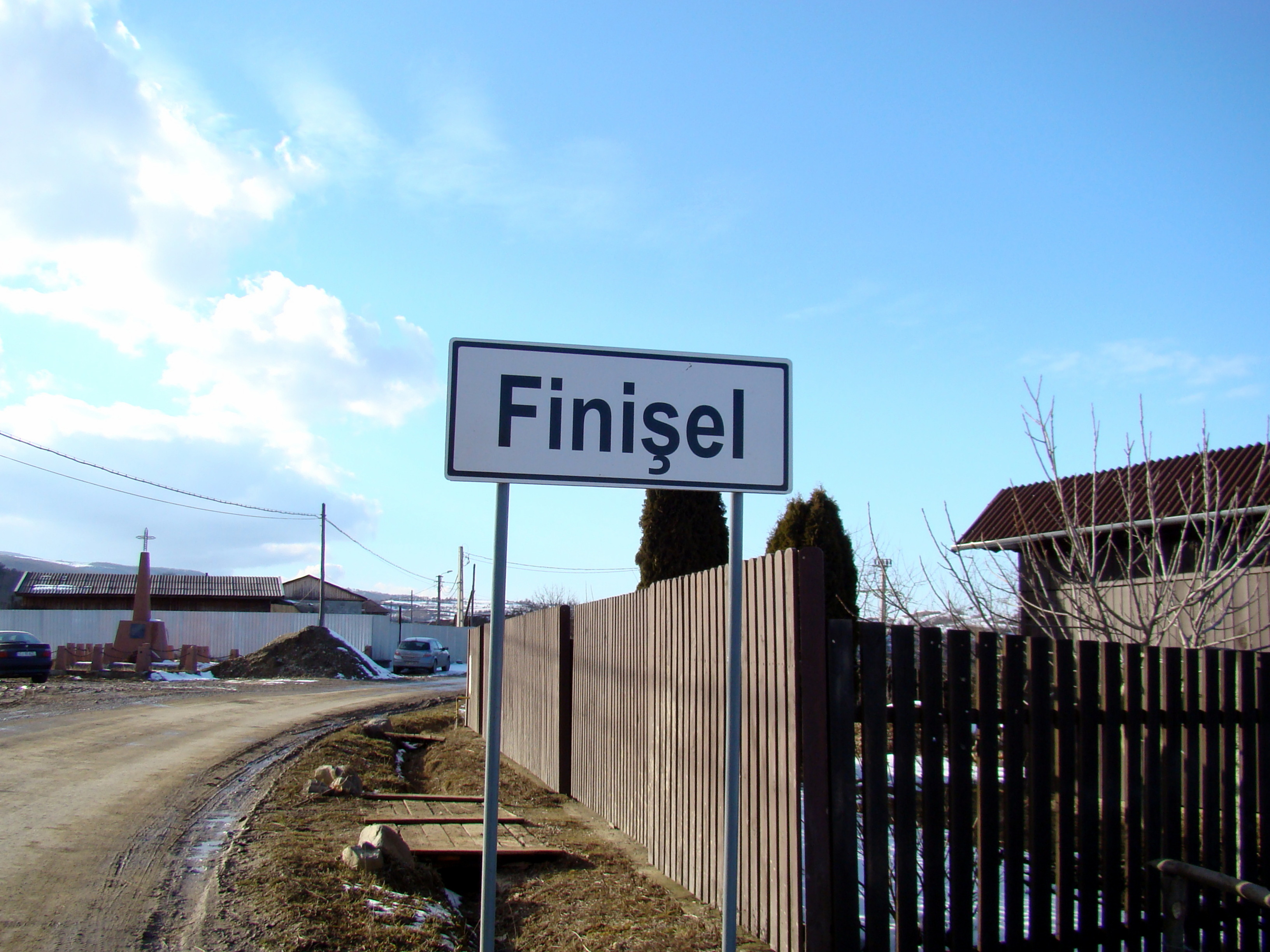
Intrarea în localitate
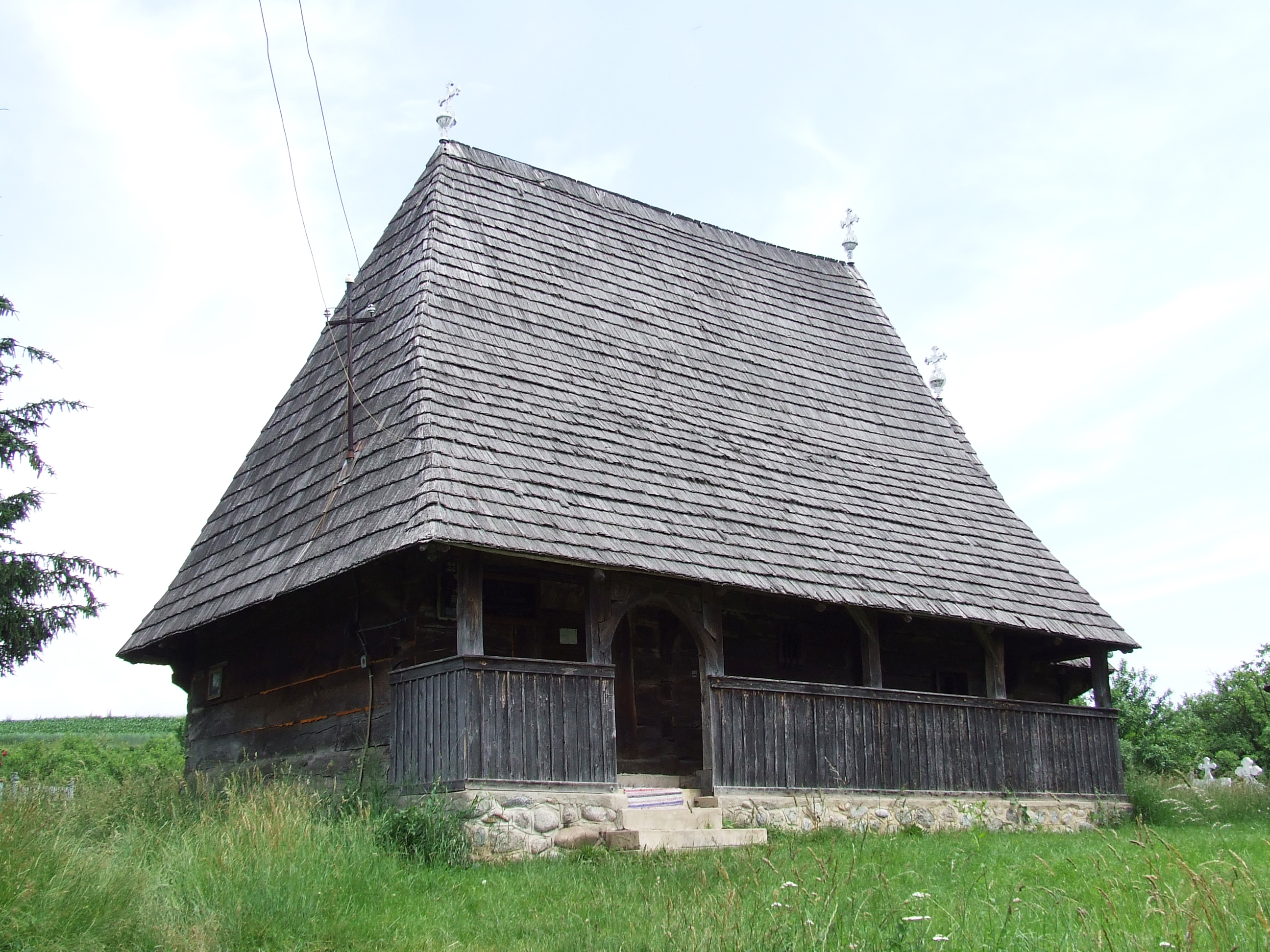
Biserica de lemn
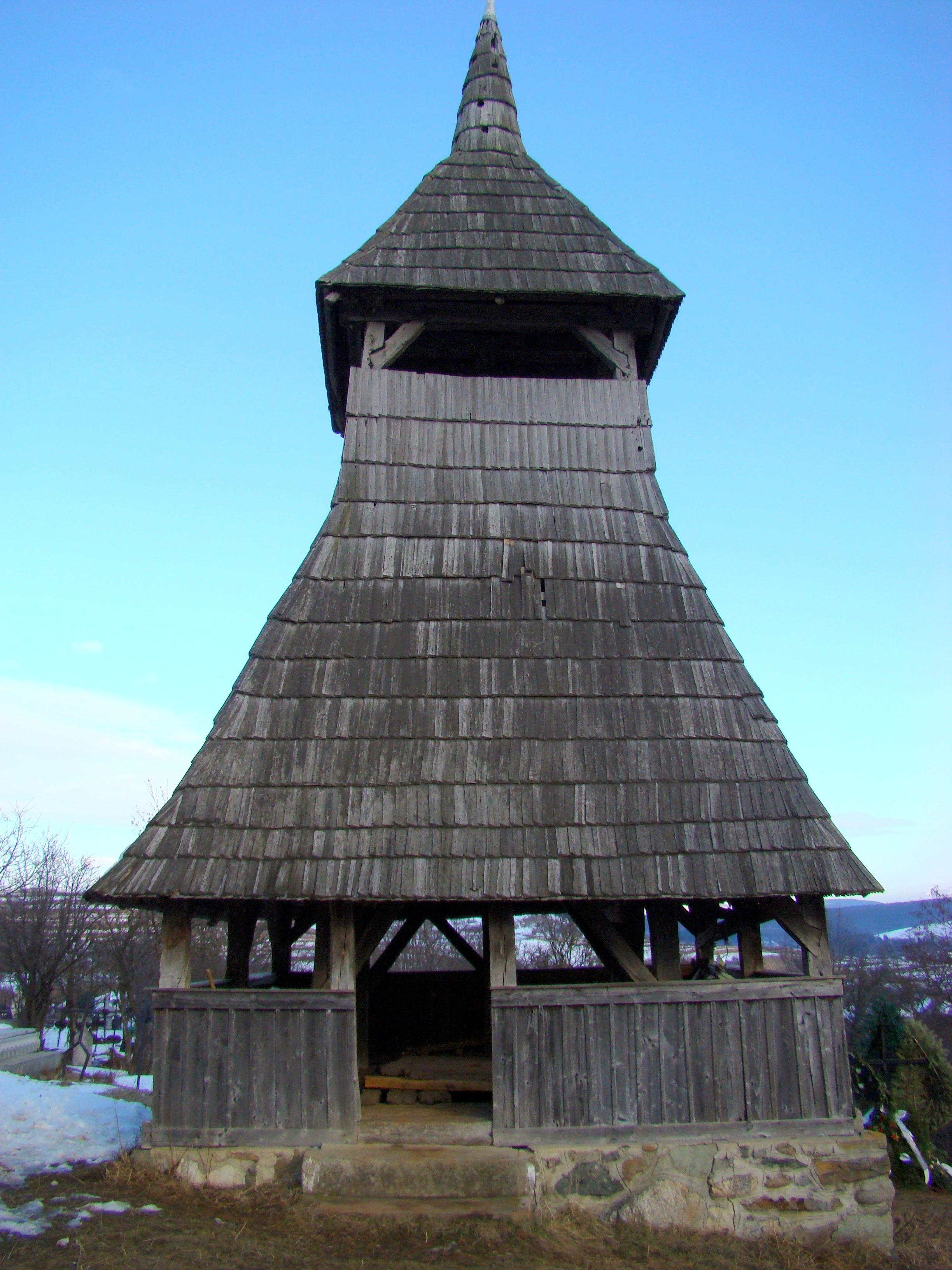
Clopotnița
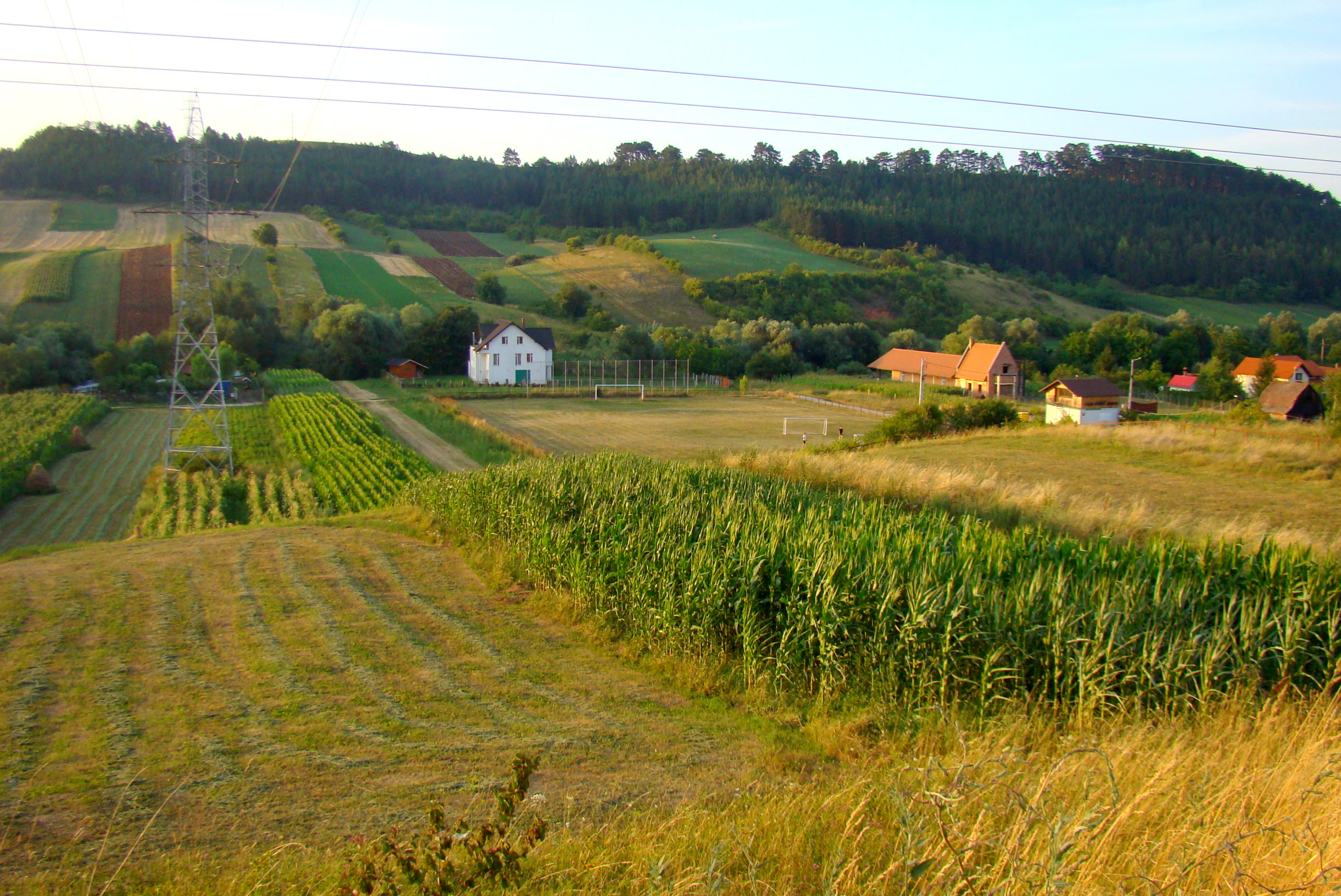
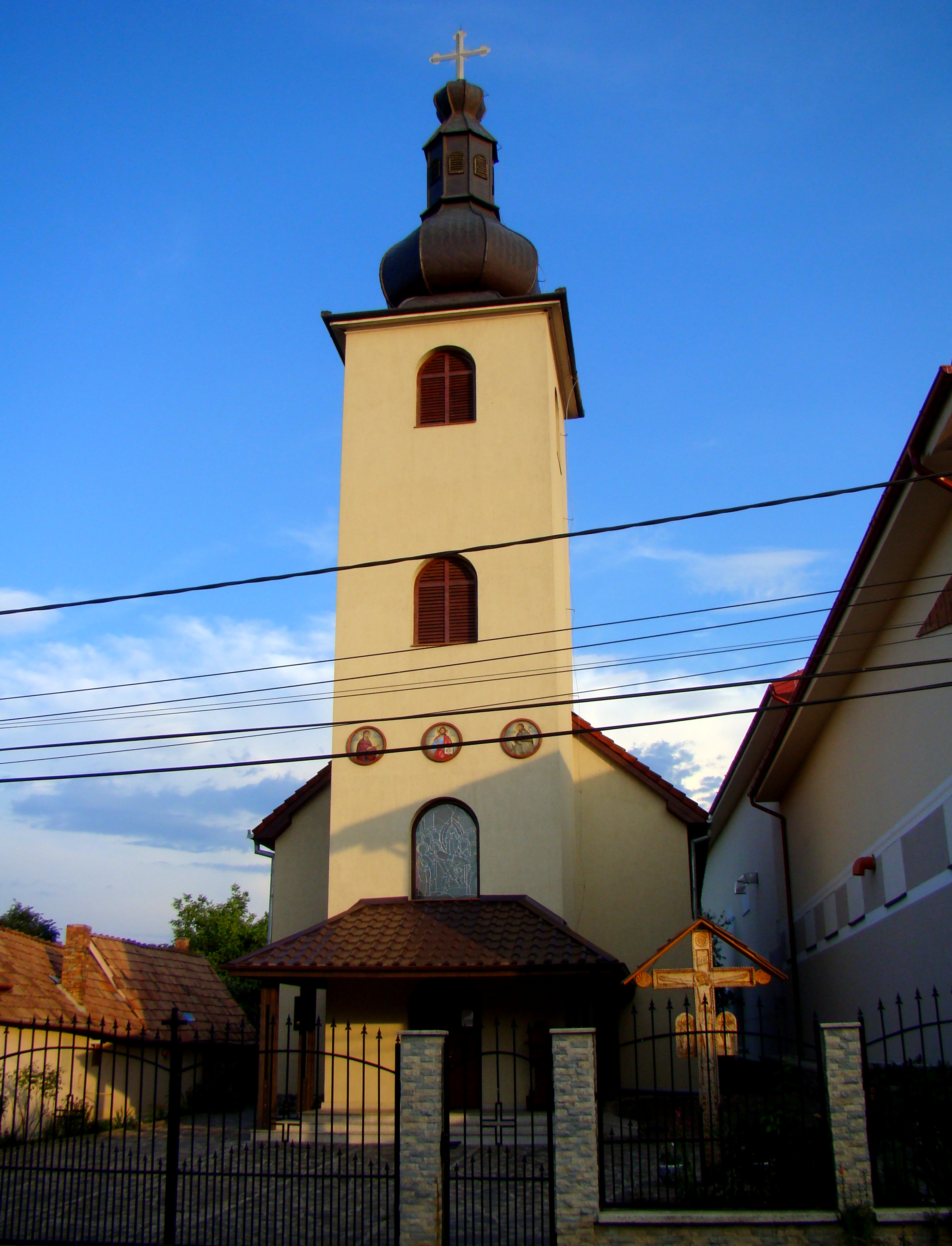
Biserica „Adormirea Maicii Domnului”
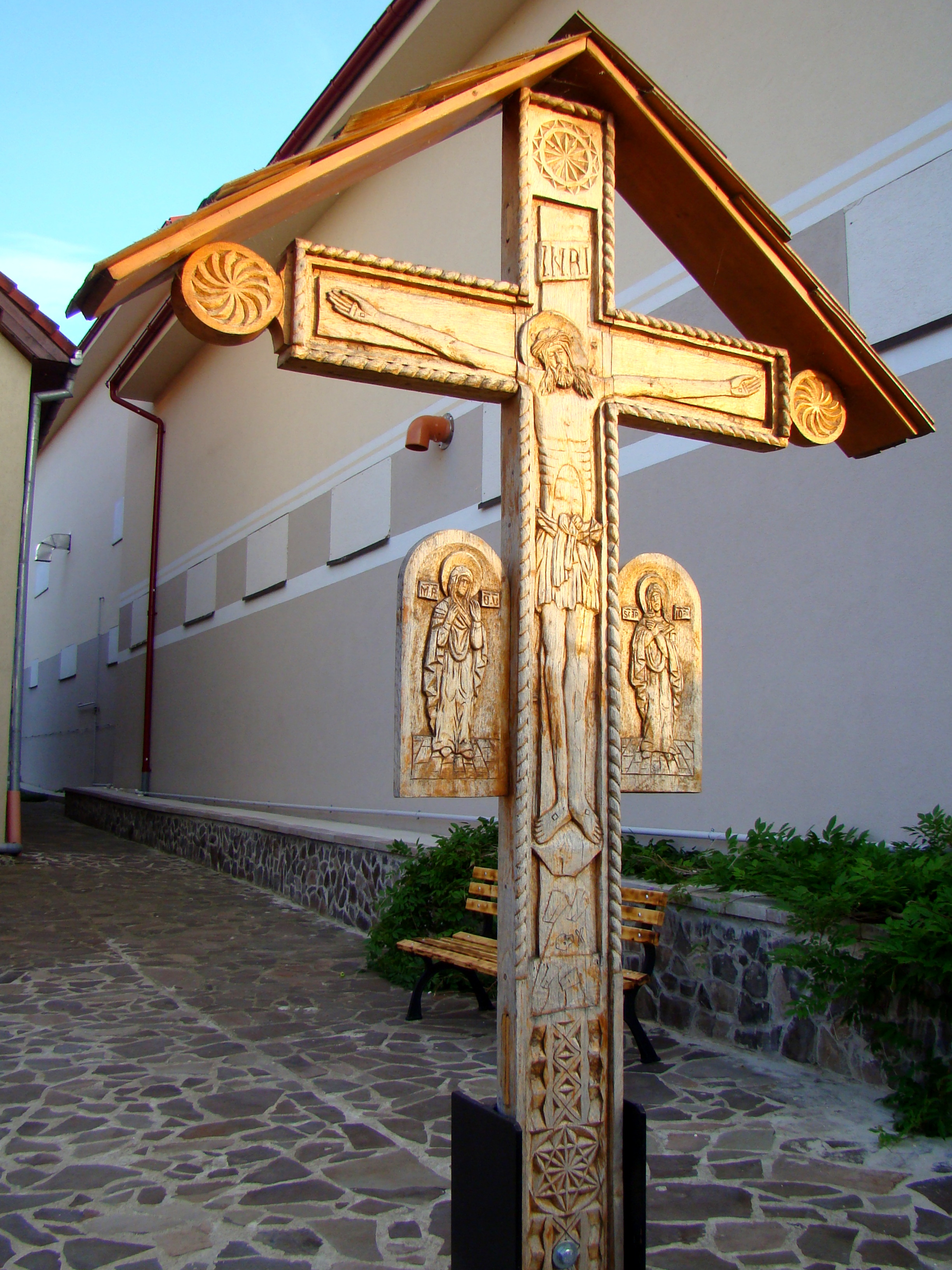
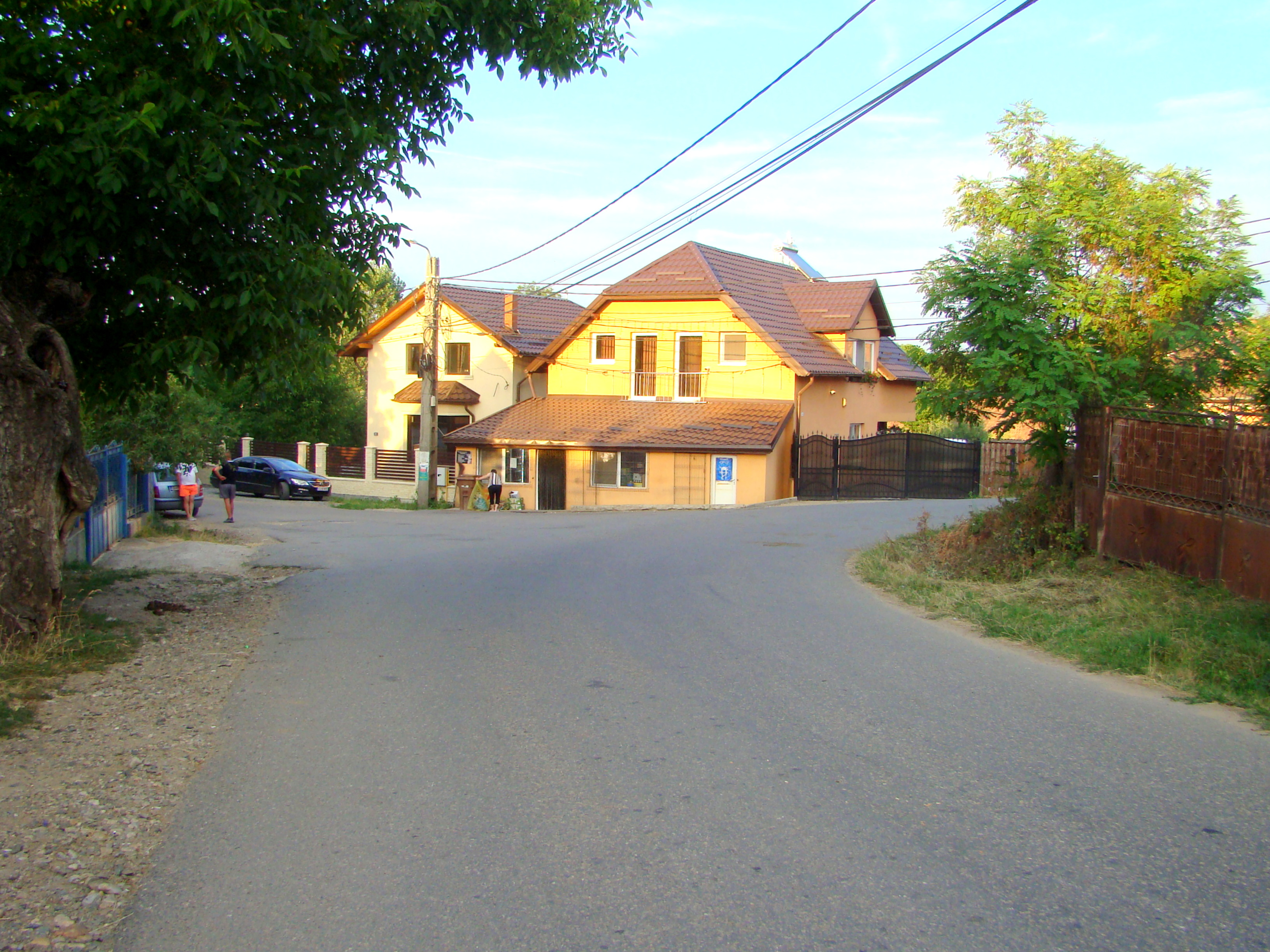
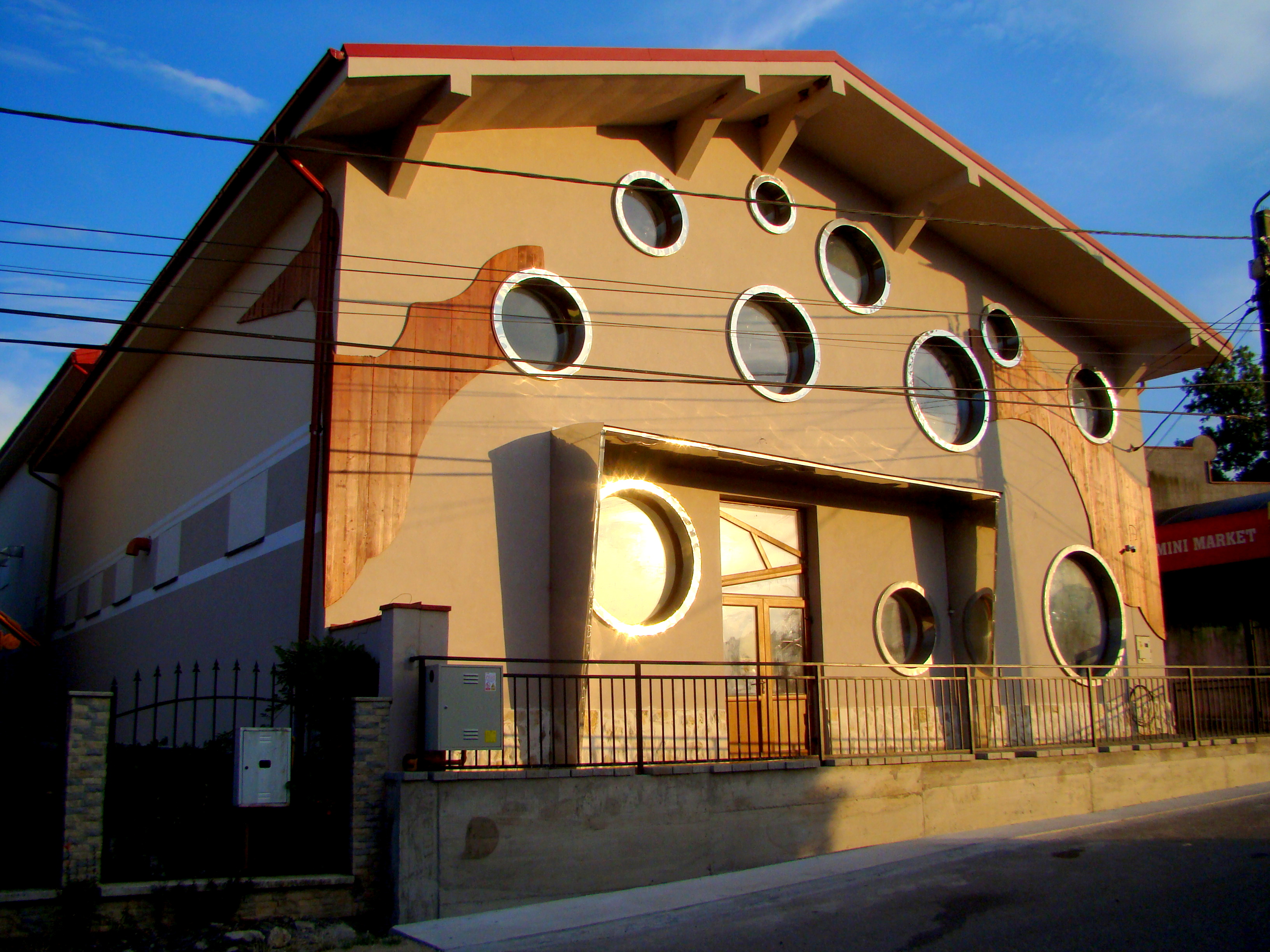
Fostul bar Bamboo
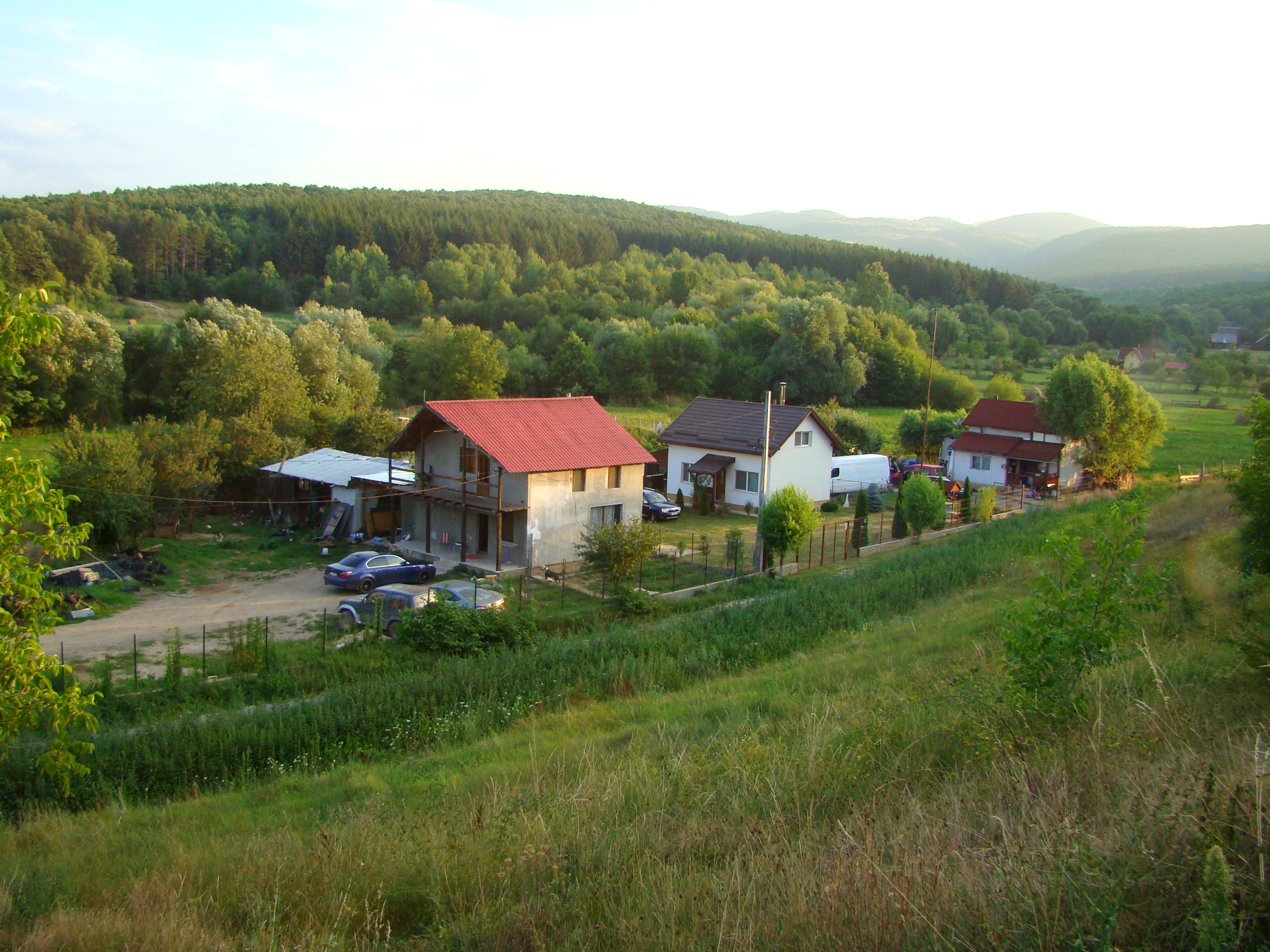
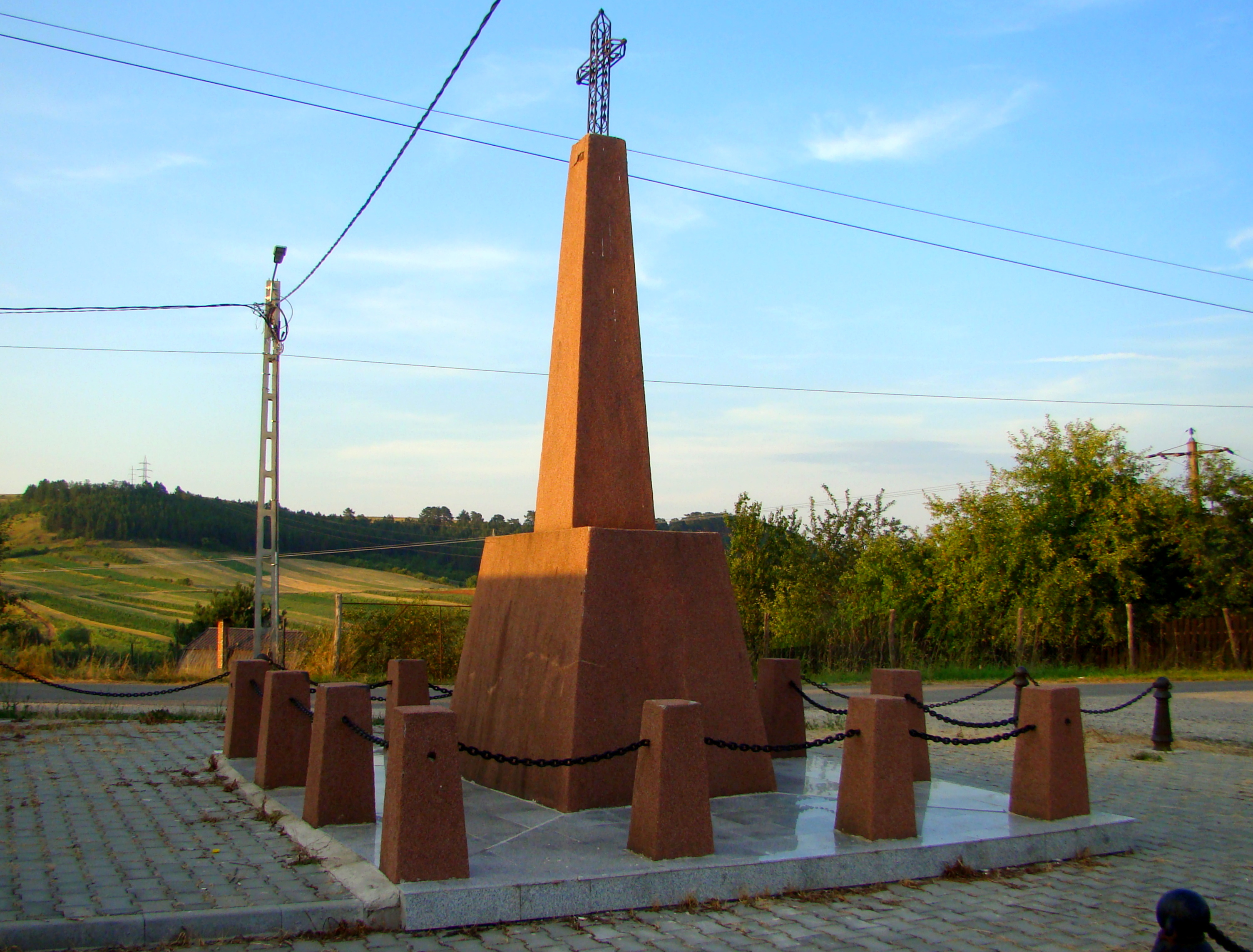
Monumentul eroilor
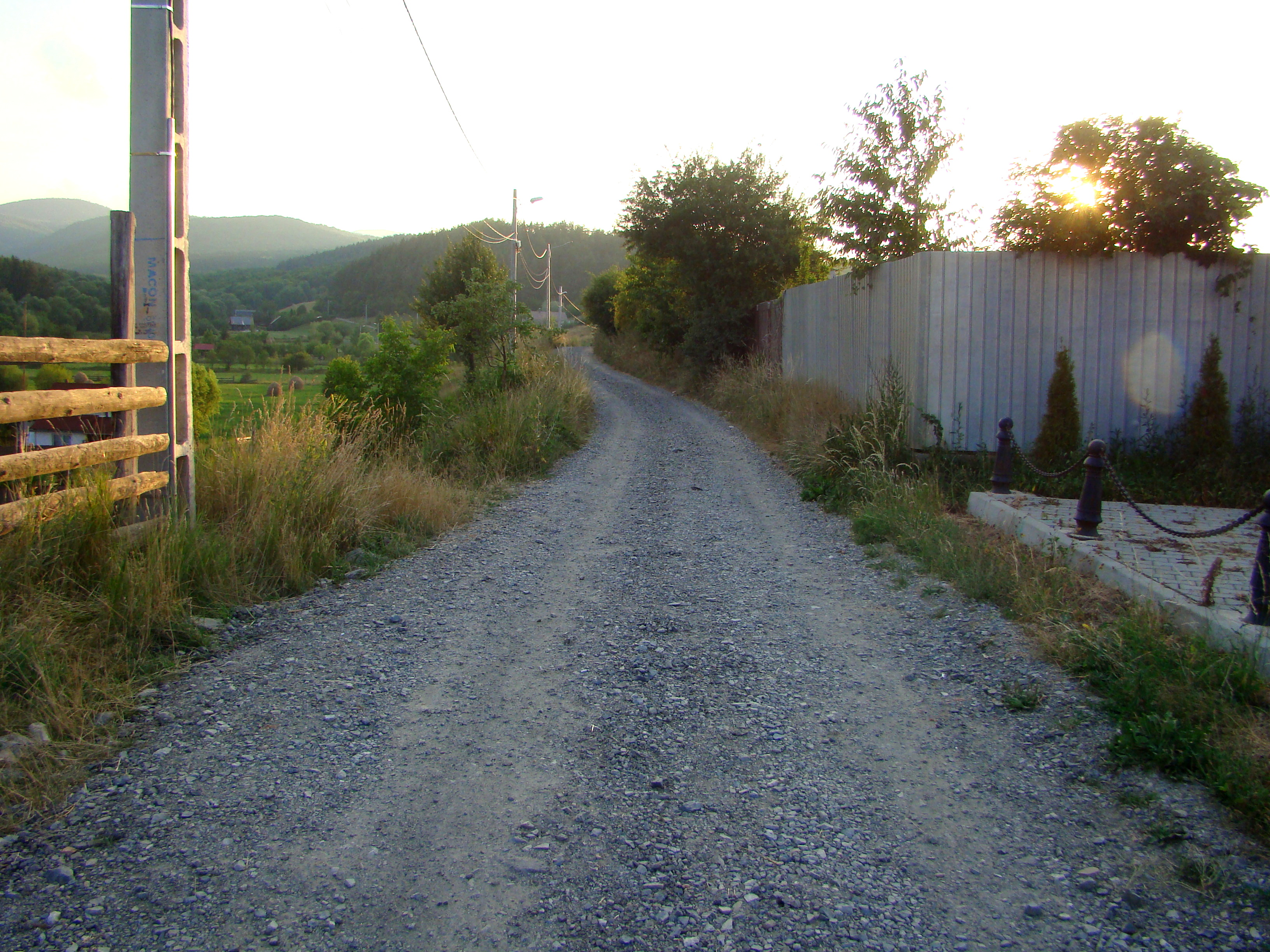
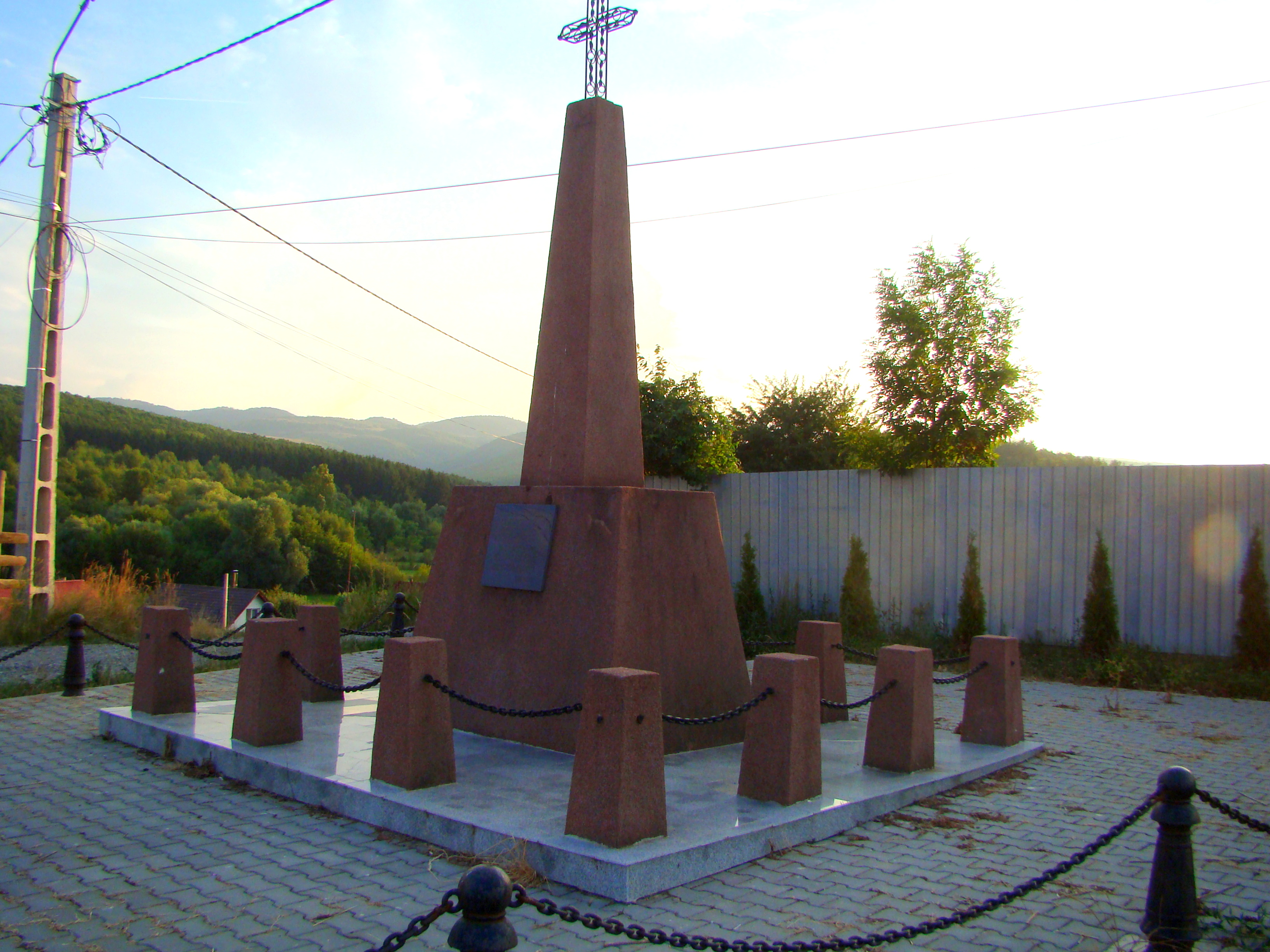
Monumentul eroilor
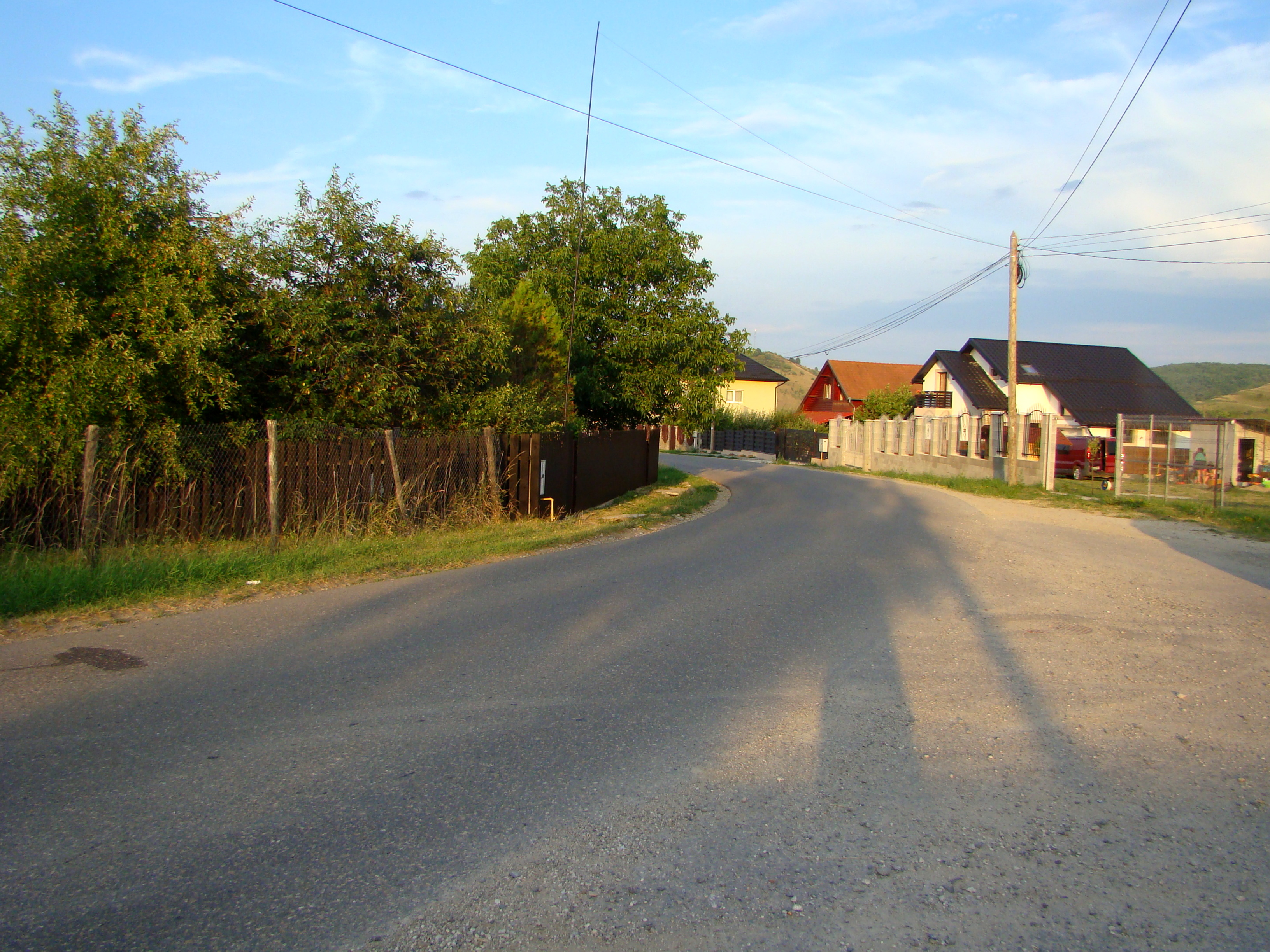